# Timea Tankó
Timea Tankó (geboren 1978 in Leipzig) ist eine ungarisch-deutsche literarische Übersetzerin.

## Leben
Timea Tankó wuchs in Ungarn und Deutschland auf. Sie studierte Französisch und Spanisch sowie Kulturwissenschaften an der Universität Leipzig und schloss das Studium 2004 als Diplom-Übersetzerin ab. Sie unterrichtete Ungarisch von 2001 bis 2010 an der Universität Leipzig. Seit 2003 arbeitet sie freiberuflich als Literaturübersetzerin und Dolmetscherin für Ungarisch.
Tankó lebt in Berlin.

## Auszeichnungen
- 2019 Nominierung für den Preis der Leipziger Buchmesse für  die Übersetzung von Löwenchor  (György Dragomán)
- 2021 Preis der Leipziger Buchmesse (Kategorie: Übersetzung) für die Übersetzung von Apropos Casanova. Das Brevier des Heiligen Orpheus (Miklós Szentkuthy).

## Übersetzungen (Auswahl)
Aus dem Ungarischen
- Zsigmond Móricz: Der glückliche Mensch. Guggolz, Berlin 2023, ISBN 978-3-945370-40-7
- Ádám Bodor: Die Vögel von Verhovina. Variationen über letzte Tage. Secession, Zürich/Berlin 2022, ISBN 978-3-907336-19-9
- Miklós Szentkuthy: Apropos Casanova. Das Brevier des Heiligen Orpheus. Nachwort György Dalos. Berlin : AB – Die Andere Bibliothek, 2020, ISBN 978-3-8477-0427-0
- József Debreczeni: Kaltes Krematorium – Bericht aus dem Land namens Auschwitz. Nachwort Carolin Emcke. S. Fischer, 2024, ISBN 978-3-10-397544-4.
- György Dragomán: Löwenchor. Novellen. Suhrkamp, Berlin 2019, ISBN 978-3-518-42851-1
- Mátyás Dunajcsik: Unterwasserstädte. Erzählungen. Übersetzung zusammen mit Lacy Kornitzer. Akademie Schloss Solitude, 2017, ISBN 978-3-946839-00-2
- Péter Gárdos: Fieber am Morgen : Roman. Hoffmann & Campe, Hamburg 2015, ISBN 978-3-455-40557-6
- Andor Endre Gelléri: Die Großwäscherei. Guggolz, Berlin 2015, ISBN 978-3-945370-04-9
- Andor Endre Gelléri: Stromern. Erzählungen. Guggolz, Berlin 2018, ISBN 978-3-945370-18-6
- András Gerevich: Teiresias’ Geständnisse, Gedichte. Aus dem Ungarischen von Orsolya Kalász, Timea Tankó und Monika Rinck. Akademie Schloss Solitude, 2013, ISBN 978-3-937158-73-0
- Krisztián Grecsó: Lange nicht gesehen. claassen, Berlin 2007, ISBN 978-3-546-00410-7
- István Kemény: Liebe Unbekannte. Braumüller, Wien 2013, ISBN 978-3-99200-098-2
- Károly Méhes: Insgeheim. Wieser Verlag, Klagenfurt 2007, ISBN 978-3-85129-684-6
- Szilárd Rubin: Die Wolfsgrube. Kriminalroman. Rowohlt, Berlin 2013, ISBN 978-3-87134-753-5
- Szilárd Rubin: Der Eisengel. Rowohlt, Berlin 2014, ISBN 978-3-87134-789-4
- Iván Sándor: Geliebte Liv. dtv, München 2006, ISBN 978-3-423-24558-6
- Zoltán Sebők: Parasitäre Kultur. Kulturverlag Kadmos, Berlin 2008, ISBN 978-3-86599-012-9
- Antal Szerb: In der Bibliothek. dtv, München 2006, ISBN 978-3-423-24562-3
- Miklós Vajda: Mutterbild in amerikanischem Rahmen. Braumüller, Wien 2012, ISBN 978-3-99200-046-3

Aus dem Französischen
- Carl Aderhold: Die Roten. Roman. Arche, Zürich 2017, ISBN 978-3-7160-2760-8

In das Ungarische
- Esther Kinsky: Üdülő [Sommerfrische]. Scolar kiadó, Budapest 2010.